# 1979 في النمسا
فيما يلي قوائم الأحداث التي وقعت خلال عام 1979 في النمسا.

## سياسة

### تعيين في المنصب
- 5 يونيو – يورج هايدر عضو المجلس الوطني للنمسا.

## مواليد

### يناير
- 1 يناير – أليس توملر
- 27 يناير – بربارة شفارتز لاعبة كرة مضرب نمساوية.

### أكتوبر
- 15 أكتوبر – أندريا ماير[1]

### ديسمبر
- 11 ديسمبر – ماركوس كاتزر لاعب كرة قدم نمساوي.[2]

## وفيات

### أبريل
- 27 أبريل – فيليبالت شماوس (مواليد 1912) لاعب كرة قدم ألماني.

### سبتمبر
- 22 سبتمبر – أوتو روبرت فريش (مواليد 1904) فيزيائي نمساوي.[3]